# Liste des albums musicaux numéro un au Billboard 200 en 2002
Cette page présente les albums musicaux numéro 1 chaque semaine en 2002 au Billboard 200, le classement officiel des ventes d'albums aux États-Unis établi par le magazine Billboard. Les cinq meilleures ventes annuelles sont également listées.

## Classement hebdomadaire
| Date         | Artiste(s)                      | Titre                                                          | Référence |
| ------------ | ------------------------------- | -------------------------------------------------------------- | --------- |
| 5 janvier    | Creed                           | Weathered                                                      |           |
| 12 janvier   | Creed                           | Weathered                                                      |           |
| 19 janvier   | Creed                           | Weathered                                                      |           |
| 26 janvier   | Creed                           | Weathered                                                      |           |
| 2 février    | Alan Jackson                    | Drive                                                          |           |
| 9 février    | Alan Jackson                    | Drive                                                          |           |
| 16 février   | Alan Jackson                    | Drive                                                          |           |
| 23 février   | Jennifer Lopez                  | J To Tha L-O! The Remixes                                      |           |
| 2 mars       | Alan Jackson                    | Drive                                                          |           |
| 9 mars       | Jennifer Lopez                  | J To Tha L-O! The Remixes                                      |           |
| 16 mars      | Alanis Morissette               | Under Rug Swept                                                |           |
| 23 mars      | Divers artistes                 | O Brother, Where Art Thou? (bande originale du film O'Brother) |           |
| 30 mars      | Divers artistes                 | O Brother, Where Art Thou? (bande originale du film O'Brother) |           |
| 6 avril      | Divers artistes                 | Now That's What I Call Music! 9 (compilation)                  |           |
| 13 avril     | Céline Dion                     | A New Day Has Come                                             |           |
| 20 avril     | Ashanti                         | Ashanti                                                        |           |
| 27 avril     | Ashanti                         | Ashanti                                                        |           |
| 4 mai        | Ashanti                         | Ashanti                                                        |           |
| 11 mai       | Kenny Chesney                   | No Shoes, No Shirt, No Problem                                 |           |
| 18 mai       | Big Tymers (en)                 | Hood Rich                                                      |           |
| 25 mai       | Musiq Soulchild                 | Juslisen                                                       |           |
| 1er juin     | P. Diddy and the Bad Boy Family | We Invented the Remix                                          |           |
| 8 juin       | Eminem                          | The Eminem Show                                                |           |
| 15 juin      | Eminem                          | The Eminem Show                                                |           |
| 22 juin      | Eminem                          | The Eminem Show                                                |           |
| 29 juin      | Eminem                          | The Eminem Show                                                |           |
| 6 juillet    | Eminem                          | The Eminem Show                                                |           |
| 13 juillet   | Nelly                           | Nellyville                                                     |           |
| 20 juillet   | Nelly                           | Nellyville                                                     |           |
| 27 juillet   | Nelly                           | Nellyville                                                     |           |
| 3 août       | Dave Matthews Band              | Busted Stuff                                                   |           |
| 10 août      | Toby Keith                      | Unleashed                                                      |           |
| 17 août      | Bruce Springsteen               | The Rising                                                     |           |
| 24 août      | Bruce Springsteen               | The Rising                                                     |           |
| 31 août      | Nelly                           | Nellyville                                                     |           |
| 7 septembre  | Eminem                          | The Eminem Show                                                |           |
| 14 septembre | Dixie Chicks                    | Home                                                           |           |
| 21 septembre | Dixie Chicks                    | Home                                                           |           |
| 28 septembre | Dixie Chicks                    | Home                                                           |           |
| 5 octobre    | Disturbed                       | Believe                                                        |           |
| 12 octobre   | Elvis Presley                   | ELV1S: 30 No. 1 Hits                                           |           |
| 19 octobre   | Elvis Presley                   | ELV1S: 30 No. 1 Hits                                           |           |
| 26 octobre   | Elvis Presley                   | ELV1S: 30 No. 1 Hits                                           |           |
| 2 novembre   | Faith Hill                      | Cry                                                            |           |
| 9 novembre   | Santana                         | Shaman                                                         |           |
| 16 novembre  | Divers artistes                 | 8 Mile Soundtrack (bande originale du film 8 Mile)             |           |
| 23 novembre  | Divers artistes                 | 8 Mile Soundtrack (bande originale du film 8 Mile)             |           |
| 30 novembre  | Jay-Z                           | The Blueprint²: The Gift and The Curse                         |           |
| 7 décembre   | Shania Twain                    | Up!                                                            |           |
| 14 décembre  | Shania Twain                    | Up!                                                            |           |
| 21 décembre  | Shania Twain                    | Up!                                                            |           |
| 28 décembre  | Shania Twain                    | Up!                                                            |           |

## Classement annuel
Les 5 meilleures ventes d'albums de l'année aux États-Unis selon Billboard :
1. Eminem - The Eminem Show
2. Creed - Weathered
3. Nelly - Nellyville
4. Pink - Missundaztood
5. Linkin Park - Hybrid Theory